# General MIDI
General MIDI ou GM é uma especificação para sintetizadores que impõe vários requisitos para além da norma MIDI mais geral. Enquanto que a norma MIDI proporciona um protocolo de comunicações que assegura que diferentes instrumentos (ou componentes) possam interagir a um nível básico (por ex., tocando uma nota num teclado MIDI vai fazer com que um módulo de som reproduza uma nota musical), o General MIDI vai mais além de duas maneiras: ele requer que todos os instrumentos compatíveis com o GM tenham um mínimo de especificações (tais como pelo menos 24 notas de polifonia) e associa certas interpretações a vários parâmetros e mensagens de controlo que não tinham sido especificadas na norma MIDI (como a definição de sons de instrumentos para cada um dos 128 números dos programas).
O General MIDI foi padronizado pela primeira vez em 1991 pela MIDI Manufacturers Association (MMA) e pelo Japan MIDI Standards Comitee (JMSC), e tem sido desde então adoptado como uma adenda à norma MIDI principal. Tem-se tornado largamente um sinónimo dos aclamados módulos de som Sound Canvas da Roland.
Outros fabricantes têm criado as suas próprias extensões da norma General MIDI original, nomeadamente a extensão GS da Roland e a extensão XG da Yamaha. O próprio GM foi posteriormente revisto, e tornou-se o GM Level 2 (GM nível 2) em 1999, incluindo algumas características comuns ao GS e ao XG.

## Requisitos mínimos
Os instrumentos compatíveis com o General MIDI nível 1 têm de:
- Permitir 24 vozes de polifonia (incluindo pelo menos 16 vozes para a melodia e acompanhamento e pelo menos 8 vozes para o ritmo)
- Responder à velocidade
- Suportar 16 canais MIDI simultaneamente (com o canal 10 reservado para o ritmo)
- Suportar polifonia em cada canal

## Interpretação dos parâmetros
Os instrumentos GM devem também obedecer às convenções seguintes para eventos de programas e controlos:

### Eventos deprogram change
Esta tabela mostra que instrumento (timbre) corresponde a cada número de program change para os sons melódicos:
| Pianos: - 1 Piano - 2 Piano (som mais brilhante (agudo). Pode soar como resultado de uma equalização ou pelo efeito de tarraxas, chamado de tack piano, mas com as cordas afinadas) - 3 Piano eléctro-acústico - 4 Piano desafinado (conhecido nos E.U.A como Honky-tonk) - 5 Piano eléctrico (tipo Fender Rhodes) - 6 Piano eléctrico (sintético, tipo DX7) - 7 Cravo - 8 Clavineta (um Clavicórdio elétrico) Percussão cromática: - 9 Celesta - 10 Glockenspiel - 11 Caixa de música - 12 Vibrafone - 13 Marimba - 14 Xilofone - 15 Carrilhão de orquestra - 16 Dulcimer (pode aparecer ainda como santoor. Tavez, Cimbalom) Órgãos: - 17 Órgão Hammond (apenas o som das flautas, geralmente começando por 16') - 18 Órgão percussivo ( com efeito percussivo que alguns órgãos possuem) - 19 Órgão de rock (tremolo, flautas mutantes muito presentes; geralmente assim soa) - 20 Órgão de tubos (Soa como uma combinação rica de vários registros ou um "full organ" (muitos comprimentos de flauta) quase sempre) - 21 Harmónio (uma combinação de registros com ou sem mutações, geralmente) - 22 Acordeão - 23 Harmónica - 24 Bandoneón Guitarras: - 25 Guitarra de cordas de nylon - 26 Guitarra de cordas de aço - 27 Guitarra semi-acústica - 28 Guitarra elétrica - 29 Guitarra abafada - 30 Guitarra elétrica com saturação - 31 Guitarra elétrica com distorção - 32 Harmónicos Baixos: - 33 Contrabaixo (dedilhado) - 34 Baixo elétrico dedilhado - 35 Baixo elétrico beliscado com palheta - 36 Baixo elétrico sem trastos - 37 Baixo elétrico percutido 1 (pop) - 38 Baixo elétrico percutido 2 (thump) - 39 Baixo sintético 1 (analógico) - 40 Baixo sintético 2 (digital) Cordas: - 41 Violino - 42 Viola - 43 Violoncelo - 44 Contrabaixo - 45 Cordas em trêmulo - 46 Cordas em pizzicatto - 47 Harpa - 48 Tímpanos Orquestra sinfónica: - 49 Orquestra de cordas 1 - 50 Orquestra de cordas 2 (ataque lento) - 51 Cordas sintéticas 1 - 52 Cordas sintéticas 2 (filtro ressonante) - 53 Coro - 54 Voz humana (solista) - 55 Voz humana (sintética) - 56 Batida orquestral (originalmente criado adicionando samples de cordas, madeiras, tímpano e metais formando um "power chord" ou somente a tônica) Metais: - 57 Trompete - 58 Trombone - 59 Tuba - 60 Trompete com surdina - 61 Trompa - 62 Metais - 63 Metais sintéticos 1 (imitação de secção de trompetes e trombones) - 64 Metais sintéticos 2 (imitação de secção de trompas) | Palhetas: - 65 Saxofone soprano - 66 Saxofone alto - 67 Saxofone tenor - 68 Saxofone barítono - 69 Oboé - 70 Corne inglês - 71 Fagote - 72 Clarinete Flautas: - 73 Flautim - 74 Flauta transversal - 75 Flauta de bisel - 76 Flauta de Pã - 77 Sopro em gargalo de garrafa - 78 Shakuhachi - 79 Assobio - 80 Ocarina Solos sintéticos: - 81 Onda quadrada - 82 Onda dente de serra - 83 Calliope (síntese de um Órgão a vapor) - 84 Chiff Lead (solo com ataque de sopro) - 85 Charango sintético - 86 Solo vox - 87 Onda dente de serra em quintas paralelas - 88 Baixo e solo Fundos sintéticos: - 89 Fundo New Age - 90 Fundo morno - 91 Polysynth - 92 Space voice - 93 Vidro friccionado (Seu som é bem similar a uma Harmónica de vidro quando friccionada) - 94 Fundo metálico - 95 Fundo halo - 96 Fundo com abertura do filtro Efeitos sonoros sintéticos: - 97 Chuva de gelo - 98 Trilha sonora - 99 Cristal (Seu som é similar ao Verrophon ou uma Harmónica de vidro quando percutida) - 100 Atmosfera - 101 Brilhos - 102 Goblins - 103 Ecos - 104 Ficção científica Instrumentos étnicos: - 105 Sitar - 106 Banjo - 107 Shamisen - 108 Koto - 109 Kalimba - 110 Gaita de foles - 111 Rabeca - 112 Shehnai Percussão não-cromática: - 113 Sino - 114 Agogô - 115 Tambor de aço - 116 Bloco de madeira - 117 Taiko - 118 Timbalões acústicos - 119 Timbalões sintéticos - 120 Prato revertido Efeitos sonoros: - 121 Corda de violão riscada - 122 Respiração - 123 Ondas do mar - 124 Pássaro piando - 125 Telefone tocando - 126 Helicóptero - 127 Aplausos - 128 Tiro (arma de fogo) |

### Sons rítmicos

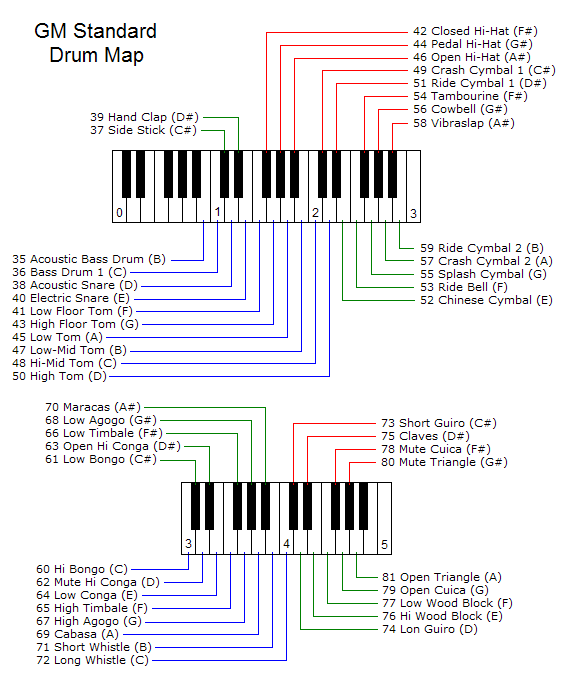
Mapeamento padrão dos instrumentos rítmicos do General MIDI

O canal MIDI 10 está reservado para o ritmo (bateria e outros instrumentos rítmicos ou de percussão); este canal toca sempre como ritmo, seja qual for o número do program change que for enviado, e notas diferentes são interpretadas instrumentos diferentes:
| 35 Bombo 2 36 Bombo 1 37 Golpe no fuste da tarola 38 Tarola grave 39 Palmas 40 Tarola aguda 41 Timbalão grave 2 42 Pratos de choque fechados 43 Timbalão grave 1 44 Pratos de choque fechados (pedal) 45 Timbalão médio 2 46 Pratos de choque abertos 47 Timbalão médio 1 48 Timbalão agudo 2 49 Prato de ataque crash 1 50 Timbalão agudo 1 51 Prato de condução 1 52 Prato de ataque china 53 Prato de condução (campânula) 54 Pandeirola 55 Prato de ataque splash 56 Caneca 57 Prato de ataque crash 2 58 Vibraslap | 59 Prato de condução 2 60 Bongo agudo 61 Bongo grave 62 Conga aguda abafada 63 Conga aguda 64 Conga grave 65 Timbale agudo 66 Timbale grave 67 Agogô agudo 68 Agogô grave 69 Afoxé 70 Maracas 71 Apito curto 72 Apito longo 73 Reco-reco curto 74 Reco-reco longo 75 Clavas 76 Bloco de madeira agudo 77 Bloco de madeira grave 78 Cuíca abafada 79 Cuíca 80 Triângulo abafado 81 Triângulo |

### Eventos de controlo
O GM também especifica que operações devem ser realizadas por vários controladores:

1   Modulação

6   Entrada de dados MSB

7   Volume

10  Panorâmica

11  Expressão

38  Entrada de dados LSB

64  Sustentação

100 RPN LSB

101 RPN MSB

121 Repôr todos os controladores

123 Desligar todas as notas